# ركوب الثور
ركوب الثور هي إحدى فئات رياضة الروديو والرياضات الخطره

التي تتطلب من المتسابق أن يمتطي ظهر الثور ويظل ممتطياً إياه مدة 8 ثواني.
 

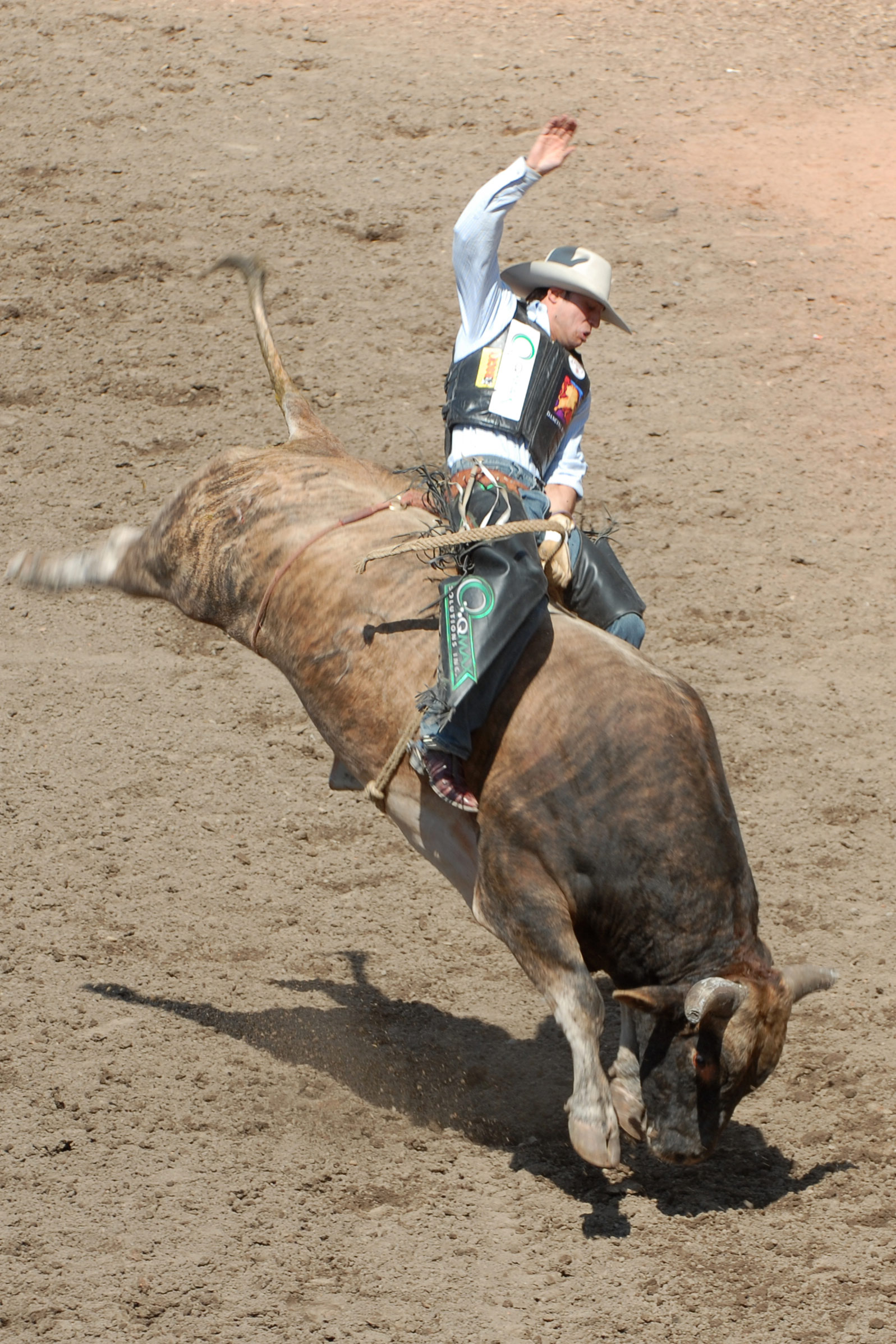
رياضة ركوب الثور

في التقاليد الأمريكية يجب أن يظل راكب الثور 8 ثواني وهو على ظهر الثور حتى يتم له احتساب ركوب ظهر الثور.

ويكون ممسكا بحبل مربوط على ظهر الثور بإحدى يديه، وتعد هذه الرياضة من أخطر الرياضات حتى أنها دُعيت بـ «أخطر 8 ثواني في عالم الرياضة».

خارج الولايات المتحدة، تعد رياضة ركوب الثور من الرياضات التقليدية مع اختلاف القواعد وتاريخها فهي موجودة في كندا والمكسيك، غواتيمالا، السلفادور، هندوراس، كوستاريكا، نيكاراغوا، بنما، والبرازيل، والأرجنتين، ونيوزيلندا وأستراليا، مع وجود شبه كبير في قواعد اللعبة خصوصا مع وجود منظمة راكبو الثيران المحترفين.